# Chen Jin
Chen Jin (en chino: 陈金; Handan, 10 de enero de 1986) es un deportista chino que compitió en bádminton, en la modalidad individual.
Participó en dos Juegos Olímpicos de Verano, obteniendo una medalla de bronce en Pekín 2008, en la prueba individual, y el quinto lugar en Londres 2012. Ganó tres medallas en el Campeonato Mundial de Bádminton entre los años 2009 y 2011.

## Palmarés internacional
| Juegos Olímpicos   | Juegos Olímpicos      | Juegos Olímpicos  | Juegos Olímpicos |
| Año                | Lugar                 | Medalla           | Prueba           |
| ------------------ | --------------------- | ----------------- | ---------------- |
| 2008               | Pekín (China)         | Medalla de bronce | Individual       |
| Campeonato Mundial |                       |                   |                  |
| Año                | Lugar                 | Medalla           | Prueba           |
| 2009               | Hyderabad (India)     | Medalla de plata  | Individual       |
| 2010               | París (Francia)       | Medalla de oro    | Individual       |
| 2011               | Londres (Reino Unido) | Medalla de bronce | Individual       |